# Como Calcio 1987-1988
Questa voce raccoglie le informazioni riguardanti il Como Calcio nelle competizioni ufficiali della stagione 1987-1988.

## Stagione
Nella stagione 1987-1988 il Como si classifica al decimo posto del campionato di Serie A. Il tecnico scelto per questa stagione è Aldo Agroppi che a causa di una difficile partenza e quindi di una precaria posizione di classifica, dopo la sconfitta di Pescara (2-0) del 3 gennaio 1988, viene sollevato dall'incarico ed avvicendato con Tarcisio Burgnich. Il tecnico friulano riesce nel progetto di portare la squadra lariana alla salvezza. Nel girone di andata il Como raccoglie 10 punti, nel girone di ritorno con il nuovo tecnico fa meglio, ne mette insieme 15, sufficienti per mantenere la categoria. 
Nella Coppa Italia la quadra lariana si piazza terza classificata nel secondo girone eliminatorio, disputato prima del campionato, con Parma, Milan (entrambe qualificate per gli ottavi di finale), Bari, Barletta e Monza. In questa manifestazione nei gironi di qualificazione, per questa stagione vi sono alcune importanti novità, 3 punti alla squadra che vince, chi pareggia tira i calci di rigore, che assegnano 2 punti a chi vince ed 1 a chi perde. Il Como ha ottenuto due vittorie e tre sconfitte,  e quindi non pareggiando non ha sperimentato alcune di queste novità stagionali.

## Organigramma societario
Area direttiva
- Presidente: Benito Gattei
- Direttore sportivo: Alessandro Vitali
- Segretario: rag. Carlo Lambrugo

Area tecnica
- Allenatore: Aldo Agroppi, poi Tarcisio Burgnich (dal 5 gennaio 1988, 14ª giornata)
- Allenatore in seconda: Angelo Pereni
- Preparatore atletico: Luigi Asnaghi

## Rosa

Una formazione lariana in campo con la divisa estiva

| N. |                   | Ruolo | Calciatore           |
| -- | ----------------- | ----- | -------------------- |
|    | Italia (bandiera) | P     | Massimiliano Adami   |
|    | Italia (bandiera) | P     | Ruggiero Aiani       |
|    | Italia (bandiera) | P     | Pierantonio Bosaglia |
|    | Italia (bandiera) | P     | Mario Paradisi       |
|    | Italia (bandiera) | D     | Massimo Albiero      |
|    | Italia (bandiera) | D     | Enrico Annoni        |
|    | Italia (bandiera) | D     | Paolo Annoni         |
|    | Italia (bandiera) | D     | Rosario Biondo       |
|    | Italia (bandiera) | D     | Catello Cimmino      |
|    | Italia (bandiera) | D     | Giacomo Gattuso      |
|    | Italia (bandiera) | D     | Roberto Lorenzini    |
|    | Italia (bandiera) | D     | Stefano Maccoppi     |
|    | Italia (bandiera) | D     | Luca Moz             |

| N. |                      | Ruolo | Calciatore                   |
| -- | -------------------- | ----- | ---------------------------- |
|    | Italia (bandiera)    | D     | Fabrizio Roda                |
|    | Italia (bandiera)    | C     | Giancarlo Centi (capitano)   |
|    | Italia (bandiera)    | C     | Salvatore Giunta             |
|    | Italia (bandiera)    | C     | Giovanni Invernizzi          |
|    | Italia (bandiera)    | C     | Luca Mattei                  |
|    | Italia (bandiera)    | C     | Egidio Notaristefano         |
|    | Italia (bandiera)    | C     | Francesco Pedone             |
|    | Italia (bandiera)    | C     | Enrico Todesco               |
|    | Italia (bandiera)    | C     | Fabio Viviani                |
|    | Argentina (bandiera) | A     | Claudio Daniel Borghi Bidos  |
|    | Italia (bandiera)    | A     | Stefano Borgonovo            |
|    | Italia (bandiera)    | A     | Massimo Cicconi              |
|    | Svezia (bandiera)    | A     | Mats Dan Erling Corneliusson |

## Risultati

### Serie A

#### Girone di andata
| Arbitro: | Fabricatore (Roma) |

|                   |           |  |
| Magrin 72’ (rig.) | Marcatori |  |

| Arbitro: | Lanese (Messina) |

|                    |           |                              |
| Albiero 78’ (rig.) | Marcatori | 63’ Passarella 83’ Altobelli |

| Arbitro: | Sguizzato (Verona) |

|          |           |            |
| Díaz 36’ | Marcatori | 76’ Annoni |

| Arbitro: | Pezzella (Frattamaggiore) |

|  |           |                   |
|  | Marcatori | 41’ (rig.) Bonomi |

| Arbitro: | Lombardo (Marsala) |

|            |           |              |
| Cuoghi 47’ | Marcatori | 62’ Maccoppi |

| Arbitro: | Amendolia (Messina) |

|                                                   |           |               |
| Invernizzi 23’ Notaristefano 27’ Corneliusson 42’ | Marcatori | 88’ Scarafoni |

| Arbitro: | Cornieti (Forlì) |

|                                  |           |                  |
| Giannini 2’ Völler 9’ Boniek 57’ | Marcatori | 67’ Corneliusson |

| Como 8 novembre 1987, ore 15.00 8ª giornata | Como                         | 0 – 0 referto | Napoli | Stadio Giuseppe Sinigaglia (16.174 spett.)\| Arbitro: \| Agnolin (Bassano del Grappa) \| |
| Arbitro:                                    | Agnolin (Bassano del Grappa) |               |        |                                                                                          |

| Arbitro: | Amendolia (Messina) |

|                                         |           |                               |
| Corneliusson 22’, 78’ Urbano 44’ (aut.) | Marcatori | 51’ (rig.), 83’ (rig.) Cucchi |

| Arbitro: | Sguizzato (Verona) |

|               |           |                  |
| A. Ferroni 76 | Marcatori | 74’ Corneliusson |

| Arbitro: | Coppetelli (Tivoli) |

|                                           |           |  |
| Moz 52’ (aut.) Sanguin 86’ Rizzitelli 89’ | Marcatori |  |

| Como 20 dicembre 1987, ore 15.00 12ª giornata | Como               | 0 – 0 referto | Torino | Stadio Giuseppe Sinigaglia (7.755 spett.)\| Arbitro: \| Lombardo (Marsala) \| |
| Arbitro:                                      | Lombardo (Marsala) |               |        |                                                                               |

| Arbitro: | Pezzella (Frattamaggiore) |

|                                 |           |  |
| Albiero 40’ (aut.) Gaudenzi 61’ | Marcatori |  |

| Arbitro: | Lanese (Messina) |

|                   |           |                |
| Notaristefano 63’ | Marcatori | 86’ G. Iachini |

| Arbitro: | Cornieti (Forlì) |

|                                                       |           |  |
| Donadoni 30’ Virdis 49’ Gullit 61’, 88’ Ancelotti 73’ | Marcatori |  |

#### Girone di ritorno
| Arbitro: | Agnolin (Bassano del Grappa) |

|             |           |          |
| Albiero 76’ | Marcatori | 31’ Buso |

| Arbitro: | Bergamo (Livorno) |

|            |           |  |
| Serena 59’ | Marcatori |  |

| Arbitro: | Lombardo (Marsala) |

|                  |           |  |
| Corneliusson 70’ | Marcatori |  |

| Arbitro: | Luci (Firenze) |

|                                       |           |  |
| Vierchowod 21’ Briegel 55’ Vialli 78’ | Marcatori |  |

| Como 28 febbraio 1988, ore 15.00 20ª giornata | Como             | 0 – 0 referto | Pisa | Stadio Giuseppe Sinigaglia (8.500 spett.)\| Arbitro: \| D'Elia (Salerno) \| |
| Arbitro:                                      | D'Elia (Salerno) |               |      |                                                                             |

| Ascoli Piceno 6 marzo 1988, ore 15.00 21ª giornata | Ascoli            | 0 – 0 referto | Como | Stadio Cino e Lillo Del Duca (8.836 spett.)\| Arbitro: \| Pairetto (Torino) \| |
| Arbitro:                                           | Pairetto (Torino) |               |      |                                                                                |

| Arbitro: | Baldas (Trieste) |

|  |           |              |
|  | Marcatori | 49’ Policano |

| Arbitro: | Sguizzato (Verona) |

|                            |           |  |
| Careca 10-48 De Napoli 43’ | Marcatori |  |

| Arbitro: | Pairetto (Torino) |

|              |           |             |
| Calonaci 45’ | Marcatori | 75’ Viviani |

| Como 10 aprile 1988, ore 15.00 25ª giornata | Como             | 0 – 0 referto | Avellino | Stadio Giuseppe Sinigaglia (12.610 spett.)\| Arbitro: \| Lanese (Messina) \| |
| Arbitro:                                    | Lanese (Messina) |               |          |                                                                              |

| Arbitro: | Agnolin (Bassano del Grappa) |

|                         |           |  |
| Giunta 2’ Borgonovo 70’ | Marcatori |  |

| Arbitro: | Sguizzato (Verona) |

|          |           |            |
| Comi 52’ | Marcatori | 45’ Giunta |

| Arbitro: | Lanese (Messina) |

|                        |           |                  |
| Giunta 18’ Todesco 82’ | Marcatori | 60’ Berlinghieri |

| Arbitro: | Lombardo (Marsala) |

|  |           |            |
|  | Marcatori | 43’ Giunta |

| Arbitro: | Coppetelli (Tivoli) |

|            |           |           |
| Giunta 46’ | Marcatori | 2’ Virdis |

### Coppa Italia

#### Secondo Girone
| Arbitro: | Pucci (Firenze) |

|                              |           |              |
| Giunta 40’ Notaristefano 79’ | Marcatori | 87’ Solfrini |

| Arbitro: | Bergamo (Livorno) |

|               |           |                          |
| Borgonovo 67’ | Marcatori | 8’ Gullit 36’ Van Basten |

| Arbitro: | Di Cola (Avezzano) |

|              |           |                         |
| Maccoppi 14’ | Marcatori | 2’ Impallomeni 31’ Pasa |

| Arbitro: | Sguizzato (Verona) |

|  |           |                  |
|  | Marcatori | 6’ Notaristefano |

| Arbitro: | Coppetelli (Tivoli) |

|  |           |                                        |
|  | Marcatori | 7’ (aut.) Fontanini 47’, 60’ Borgonovo |

## Statistiche

### Statistiche di squadra
| Competizione | Punti | In casa | In casa | In casa | In casa | In casa | In casa | In trasferta | In trasferta | In trasferta | In trasferta | In trasferta | In trasferta | Totale | Totale | Totale | Totale | Totale | Totale | DR  |
| Competizione | Punti | G       | V       | N       | P       | Gf      | Gs      | G            | V            | N            | P            | Gf           | Gs           | G      | V      | N      | P      | Gf     | Gs     | DR  |
| ------------ | ----- | ------- | ------- | ------- | ------- | ------- | ------- | ------------ | ------------ | ------------ | ------------ | ------------ | ------------ | ------ | ------ | ------ | ------ | ------ | ------ | --- |
| Serie A      | 25    | 15      | 5       | 7       | 3       | 15      | 11      | 15           | 1            | 6            | 8            | 7            | 26           | 30     | 6      | 13     | 11     | 22     | 37     | -15 |
| Coppa Italia | 9     | 3       | 1       | 0       | 2       | 4       | 5       | 2            | 2            | 0            | 0            | 4            | 0            | 5      | 3      | 0      | 2      | 8      | 5      | +3  |
| Totale       |       | 18      | 6       | 7       | 5       | 19      | 16      | 17           | 3            | 6            | 8            | 11           | 26           | 35     | 9      | 13     | 13     | 30     | 42     | -12 |

### Statistiche dei giocatori
| Giocatore        | Serie A  | Serie A | Serie A     | Serie A    | Coppa Italia | Coppa Italia | Coppa Italia | Coppa Italia | Totale   | Totale | Totale      | Totale     |
| Giocatore        | Presenze | Reti    | Ammonizioni | Espulsioni | Presenze     | Reti         | Ammonizioni  | Espulsioni   | Presenze | Reti   | Ammonizioni | Espulsioni |
| ---------------- | -------- | ------- | ----------- | ---------- | ------------ | ------------ | ------------ | ------------ | -------- | ------ | ----------- | ---------- |
| M. Albiero       | 29       | 2       | ?           | ?          | 5            | 0            | ?            | ?            | 34       | 2      | ?           | ?          |
| E. Annoni        | 28       | 1       | ?           | ?          | 5            | 0            | ?            | ?            | 33       | 1      | ?           | ?          |
| P. Annoni        | 4        | 0       | ?           | ?          | -            | -            | -            | -            | 4        | 0      | 0+          | 0+         |
| C. Borghi        | 7        | 0       | ?           | ?          | 2            | 0            | ?            | ?            | 9        | 0      | ?           | ?          |
| S. Borgonovo     | 15       | 1       | ?           | ?          | 2            | 3            | ?            | ?            | 17       | 4      | ?           | ?          |
| G. Centi         | 29       | 0       | ?           | ?          | 4            | 0            | ?            | ?            | 33       | 0      | ?           | ?          |
| M. Cicconi       | 2        | 0       | ?           | ?          | 2            | 0            | ?            | ?            | 4        | 0      | ?           | ?          |
| C. Cimmino       | 10       | 0       | ?           | ?          | 5            | 0            | ?            | ?            | 15       | 0      | ?           | ?          |
| D. Corneliusson  | 27       | 6       | ?           | ?          | -            | -            | -            | -            | 27       | 6      | 0+          | 0+         |
| M. De Solda      | -        | -       | -           | -          | 3            | 0            | ?            | ?            | 3        | 0      | 0+          | 0+         |
| S. Giunta        | 14       | 5       | ?           | ?          | 5            | 1            | ?            | ?            | 19       | 6      | ?           | ?          |
| G. Invernizzi    | 25       | 1       | ?           | ?          | 4            | 0            | ?            | ?            | 29       | 1      | ?           | ?          |
| R. Lorenzini     | 12       | 0       | ?           | ?          | 1            | 0            | ?            | ?            | 13       | 0      | ?           | ?          |
| S. Maccoppi      | 29       | 1       | ?           | ?          | 5            | 1            | ?            | ?            | 34       | 2      | ?           | ?          |
| L. Mattei        | 28       | 0       | ?           | ?          | 5            | 0            | ?            | ?            | 33       | 0      | ?           | ?          |
| L. Moz           | 20       | 0       | ?           | ?          | -            | -            | -            | -            | 20       | 0      | 0+          | 0+         |
| E. Notaristefano | 26       | 2       | ?           | ?          | 5            | 2            | ?            | ?            | 31       | 4      | ?           | ?          |
| M. Paradisi      | 30       | -37     | ?           | ?          | 5            | -5           | ?            | ?            | 35       | -42    | ?           | ?          |
| F. Pedone        | -        | -       | -           | -          | 2            | 0            | ?            | ?            | 2        | 0      | 0+          | 0+         |
| F. Roda          | 1        | 0       | ?           | ?          | -            | -            | -            | -            | 1        | 0      | 0+          | 0+         |
| A. Tempestilli   | -        | -       | -           | -          | 3            | 0            | ?            | ?            | 3        | 0      | 0+          | 0+         |
| E. Todesco       | 23       | 1       | ?           | ?          | -            | -            | -            | -            | 23       | 1      | 0+          | 0+         |
| F. Viviani       | 22       | 1       | ?           | ?          | 5            | 0            | ?            | ?            | 27       | 1      | ?           | ?          |